# Kanton Nancy-Est
Der ehemalige französische Kanton Nancy-Est im Arrondissement Nancy im Département Meurthe-et-Moselle umfasste bis zu seiner Auflösung 2015 einen Teil der Stadt Nancy. Der Rest der Stadt war in die Kantone Nancy-Sud, Nancy-Ouest und Nancy-Nord unterteilt. Letzte Vertreterin im Generalrat des Départements war von 2004 bis 2015 Dominique Olivier.

## Lage
Der Kanton lag im Zentrum der Südhälfte des Départements Meurthe-et-Moselle.

Lage des Kantons Nancy-Est im Département Meurthe-et-Moselle

## Stadtviertel
Zum Kanton gehörten folgende Quartiere von Nancy:
- Stanislas-Meurthe
- Stadtzentrum
- Charles III
- Saint-Pierre
- René II
- Bonsecours
- Quai Bataille